# Афанасий (Политис)
Митрополит Афанасий Политис (греч. Μητροπολίτης Αθανάσιος Πολίτης; 1803, Керкира — 29 апреля 1870, Керкира, Греция) — епископ Элладской православной церкви, митрополит Керкирский.

## Биография
Родился в 1803 году на Керкире и получил образование в Иоаннической академии.
В 1834 году был рукоположён в сан диакона, а в мае 1837 года — в сан священника.
В 1838 году стал профессором церковной истории, а также герменевтики в Иоаннической академии.
В ноябре 1939 года возведён в сан архимандрита.
служил протосинкеллом в Керкирской митрополии. а 29 мая 1848 года собором духовенства и мирян избран новым управляющим митрополией вместо скончавшегося митрополита Хрисанфа.
В начале 1850 года был хиротонисан в сан епископа Керкирского с возведением в сан митрополита.
Скончался 29 апреля 1870 года и был похоронен у церкви Святой Троицы в Гарице, в пригороде Керкиры.